# Day of the Jackanapes
Day of the Jackanapes, llamado La tierra de los simios en España y El día de la muerte de la comedia en Hispanoamérica, es un episodio perteneciente a la d de febrero de 2001 y en Hispanoamérica se estrenó el 30 de septiembre de 2001. Kelsey Grammer es la estrella invitada, interpretando a Sideshow Bob.

## Sinopsis
Todo comienza cuando el popular programa de televisisón, Me Wantee! (Parodia del ¿Quién quiere ser millonario?)  roba televidentes del programa de Krusty el Payaso. Krusty está enojado por eso por lo que trata de seguir con su programa pero se da cuenta de que los ejecutivos se entrometen demasiado en las decisiones de Krusty, por lo que este anuncia su quinto y último retiro. 
En una entrevista con Kent Brockman, dice que está cansado de hacer su programa, y admite haber grabado el programa de Judge Judy sobre las cintas en donde estaban los viejos programas con Sideshow Bob. Bob, viendo el programa desde la cárcel, jura venganza sobre Krusty porque supone que lo "borró de la televisión". Unos días más tarde, es puesto en libertad y consigue un trabajo en la Escuela Primaria de Springfield como anunciador de las noticias dentro de la escuela. 
Por uno de los anuncios, le dice a Bart que vaya a encontrarse con él en la casita de herramientas, ubicada detrás de la escuela. Bart sospecha de la voz pero va de todas formas. Tras la invitación, Bob captura a Bart para tramar un nuevo plan contra Krusty. Bart no cree en la idea de Bob, pero el plan consistía en matar a Krusty pero con la diferencia de que lo haría el mismo Bart, por lo que el niño es hipnotizado y reformateado para dañar a Krusty. 
En la noche de despedida de Krusty, este hace mención de todo lo que pasó en su carrera. Bob lleno de rencor y venganza, alista a Bart, poniéndole un paquete de explosivos plásticos el cual explotará cuando Bart abrace a Krusty. El espectáculo seguía continuando hasta que Bob ordena a Bart a que vaya a "abrazar a Krusty". pero cuando Bob ordena esto, Krusty menciona a Bob como parte de lo mejor de su carrera. Krusty comenta que se arrepentía por haber hecho de alguien tan bueno como Bob, un criminal. Bob se conmueve y perdona a Krusty pero se da cuenta de que no puede hacer que Bart vuelva atrás por lo que el niño está a punto de abrazar a Krusty pero Mr. Teeny se da cuenta de que Bart lleva explosivos encima y en el último segundo, se los quita y quiere arrojar a la sala de ejecutivos y al ver que estaban allí, lo arroja sin pensarlo dos veces y explota con los ejecutivos adentro. 
Tras todo esto, Bart vuelve a la normalidad y va a cenar con su familia, Krusty, Bob, Mr. Teeny y Sideshow Mel. Y a pesar de que Bob y Krusty se reconcilian, Bob es sentenciado a muerte por guillotina, pero nunca es asesinado, ya que el jefe de policía Wiggum dice que Bob tendría que tener un juicio por lo que había hecho, terminando así el episodio.